# Bob Arbogast
Robert "Bob" Arbogast (1 de abril de 1927-21 de marzo de 2009) fue un presentador y locutor radiofónico y televisivo, además de actor de voz, de nacionalidad estadounidense.

## Primeros años
Nacido en Bellingham (Washington), era el hijo único de Lewis y Christine Arbogast. Su padre fue campeón de tenis, corredor de bolsa, veterano de la Primera Guerra Mundial y Guardacosta durante la Segunda, mientras que su madre también había sido campeona de tenis.  Arbogast estudió en la John Marshall High School de Los Ángeles, centro en el que militó en el equipo de tenis, graduándose en 1944. Tras la graduación se alistó en la Armada de los Estados Unidos. Al finalizar la guerra estudió en el Los Angeles City College y después en la Universidad de Arizona gracias al G.I. Bill. El director de un programa radiofónico de la WHB de Kansas City (Misuri) oyó el show nocturno de Arbogast en la emisora de la universidad, decidiendo contratarle inmediatamente.

## Carrera
Arbogast posteriormente fue a la emisora de Chicago WMAQ (AM), donde trabajó con Pete Robinson entre 1951 y 1953 (usando como tema musical una versión de una tarantela siciliana tocada con una ocarina) antes de mudarse a Los Ángeles, donde permaneció un tiempo hasta que volvió a Illinois y entró a trabajar en la emisora WEAW de Evanston. Después fue a Nueva York, donde escribió para dos shows, uno en el que trabajaba Tom Poston y otro de Peter Marshall. Más adelante pasó a las emisoras KSFO y KFRC de San Francisco (California) y, finalmente, a diferentes estaciones de Los Ángeles, entre ellas la KMPC (entre 1962 y 1967), la KLAC (1967), la KFI (1968) y la KGBS (1969).  
En la KMPC escribió para Dick Whittinghill y Gary Owens, y también escribió y trabajó con Jack Margolis en la KLAC y la KGBS.  El talk show radiofónico de ambos en la KLAC tuvo los mayores índices de audiencia, hasta esas fechas, de cualquier programa de radio de Los Ángeles. Sin embargo, a causa de una campaña de cartas en su contra, fueron despedidos por sus objeciones a la Guerra de Vietnam y su postura a favor del aborto. El dúo también presentó durante un tiempo un show televisivo en la KTTV.
En 1958 Arbogast colaboró con Stanley Ralph Ross para escribir e interpretar el exitoso single "Chaos, Parts 1 and 2," el cual, cuando fue lanzado por Liberty Records, vendió 10 000 copias en tres días. Al cuarto día se prohibió la emisión radiofónica del disco, ya que satirizaba la lista de éxitos "Top 40". Además, escribieron el álbum de canciones parodia titulado My Son, the Copycat (una parodia de los discos de Allan Sherman) y el libro Speak When You Hear the Beep.
Arbogast hizo numerosos trabajos para dibujos animados y anuncios comerciales, además de intervenir en shows televisivos y en el cine. También actuó frecuentemente como actor de voz, aunque sin créditos, en segmentos de la producción Sesame Street. Entre sus trabajos de voz más famosos destacan el doblaje de los personajes General G.I. Brassbottom, Noodles Romanoff y Ma Ramjet en los dibujos animados de Roger Ramjet, Jack Wheeler en Hot Wheels, Snogs en la serie de Hanna-Barbera Monchhichis y otros personajes de la serie Los Supersónicos, también de Hanna-Barbera. 
Entre sus múltiples asociados televisivos y radiofónicos, Arbogast trabajó con Pat Harrington, Harry Morgan, Doris Roberts, Joan Gerber, Edie McClurg, Bob Elliot, Albert Brooks, Shelley Berman, Tim Conway, Lorenzo Music, Gene Moss y Casey Kasem. 
Arbogast ganó un Premio Emmy como guionista de Stars of Jazz en 1958, además de un Clio en los años setenta por su trabajo para Highland Appliance Co. También colaboró en los guiones de Sesame Street y The Pat Paulsen Show, y tuvo el dudoso honor de escribir el programa televisivo con una trayectoria más corta, Turn On, cancelado tras una única noche de emisión. 
Como actor participó en el film de Timothy Hutton y Sean Penn The Falcon and the Snowman, y fue el conductor de autobús de Linda Lovelace for President.

## Vida personal
Arbogast fue un aficionado al jazz, seguidor de los Chicago Cubs y los UCLA Bruins, y amante de los animales. Tuvo tres esposas: Tobi, con la que tuvo un hijo, Robert Jr. (Ted); Joanna, con la que tuvo una hija, Paula, y tres hijos, Peter, John, y Jerry; Jan, con la cual vivió en Mariposa (California). 
Bob Arbogast falleció en 2009 en Fresno (California), a causa de un cáncer.